# Gmina Dajç (okręg Lezha)
Gmina Dajç (alb. Njësia administrative Dajç) – gmina położona w północno-zachodniej części Albanii. Administracyjnie należy do okręgu Lehza w obwodzie Lehza. Sąsiaduje z obwodem Szkodra. W 2011 roku populacja gminy wynosiła 3834 osób w tym 1927 kobiety oraz 1907 mężczyzn, z czego Albańczycy stanowili 92,20% mieszkańców. 
W skład gminy wchodzi siedem miejscowości: Dajc, Gjader, Gramsh, Mabe, Dragush, Koterr, Zoj.